# Orwin Castel
Orwin Castel (né le 18 juin 1973) est un footballeur international mauricien qui a joué comme gardien de but. Il compte 16 sélections en équipe nationale. Il a connu des périodes avec des clubs au Mozambique, avec le C.D. Maxaquene et en Afrique du Sud, avec les Manning Rangers, au cours de sa carrière. Il est actuellement l'entraîneur adjoint et entraîneur des gardiens de l'équipe nationale de football de Maurice. Il a fait partie de l'equipe victorieuse à l'île Maurice en 2003 lors des jeux des îles de l'océan Indien.